# Suhbach
Der Suhbach fließt im baden-württembergischen Ostalbkreis von etwas unterhalb des Traufs der Frickenhofer Höhe ins Kochertal hinab. Nach etwas über 2 km langem Lauf in Richtung Nordosten mündet er beim Weiler Algishofen der Gemeinde Obergröningen von links in einen kurzen Triebwerkskanal neben dem oberen Kocher.

## Geographie

### Verlauf
Der Suhbach entsteht auf etwa 436 m ü. NHN beim Wohnplatz Reute von Obergröningen an einem kleinen quelligen Sumpf unterhalb des Anwesens und fließt zunächst in einem bis drei Meter breiten Bett etwa ostwärts. Dabei passiert er einen kleinen. am linken Ufer liegenden Teich und nimmt auf dem ersten Viertelkilometer von links wie rechts jeweils einen weiteren, unter 200 Meter langen Quellast zu.
Der zweite von diesen mündet schon im Wald, in dem der Bach nunmehr zwischen den Gewannen Buchwald links- und dem Suhwald rechtsseits nordostwärts zieht. Der dort bis zu zwei Meter breite Bach fließt mit vielen kleinen Richtungswechseln meist unter Steilufern über sandigem bis kiesigem Grund. Kleine Quellgerinne münden von beiden Seiten zu. Der Bach durchläuft einige Durchstiche von seit langem abgelassenen Kleinteich-Dämmen. Am Ufer stehen überwiegend Nadelbäume. 
Linksseits grenzt nun die Gemarkung des Gemeindeteil Untergröningen von Abtsgmünd an, bis ein etwas längerer Nebenbach von Nordwesten her entlang der Gemeindegrenze von Obergröningen zumündet. Wenig später durchfließt der Bach einen kleinen Waldteich und noch ein Stück weiter öffnet sich das Tal am rechten Unterhang ab dem nahe am Ufer stehenden Wohnplatz Suhhaus von Obergröningen. Ein kleiner linker Abzweig speist dort einen sehr langgestreckten Teich, der erst gegenüber dem am oberen Rand des rechten offenen Hang stehenden Schlauchhof endet; früher wurde am Teichende eine Mühle betrieben, von der aber heute nicht einmal mehr ein Gebäude existiert.
Wenig danach mündet auf nurmehr etwa 356 m ü. NHN der mit 0,8 km längste Zufluss Schlauchbach aus dem Suhwald. Etwas später fließt der Bach inzwischen recht flach durch den Obergröninger Weiler Algishofen, der schon in der linken Talaue des Kochers liegt, und wendet sich darin nach Westnordwesten. Schon hundert Meter nach dem Ortsende läuft der in der Flussaue von einer Baumgalerie begleitete Bach auf etwa 351 m ü. NHN von links in den knapp 200 Meter langen Unterwasserkanal der Algishofener Wasserkraftanlage ein, der weniger als 50 Meter weiter abwärts, kurz vor der Brücke der Erschließungsstraße für Algishofen von der B 19 auf der anderen Flussseite her, ebenfalls von links in den Kocher zurückläuft.
Der Suhbach mündet nach 2,1 km langem Lauf mit mittlerem Sohlgefälle von rund 40 ‰ etwa 85 Höhenmeter unterhalb seines Ursprungs bei Reute.

### Einzugsgebiet
Der Suhbach hat ein etwa 2,4 km² großes Einzugsgebiet, dessen mit etwa 510 m ü. NHN höchster Punkt in seiner Südwestecke auf der Hochebene nahe dem Stürzenwäldle liegt. Diese Hochebene und ein kleiner Anteil am Tal unterhalb des Traufs gehört naturräumlich zur Frickenhofer Höhe im Unterraum Albuchvorland des Östlichen Albvorlandes. Der größere Teil des Tals und auch des Einzugsgebietes zählt dagegen zum Sulzbacher Kochertal im Unterraum Waldgebiet am Mittleren Kocher der Schwäbisch-Fränkischen Waldberge.
Reihum grenzen die Einzugsgebiete der folgenden Nachbargewässer an:
- Auf der Hochebene liegt jenseits der Wasserscheide im Süden das Einzugsgebiet des Federbachs, der über die Lein weit oberhalb des Suhbachs in den Kocher entwässert;
- auf der Hochebene entwässert jenseits der südsüdwestlichen Wasserscheidenabschnitts der Fischbach über den Büttenbach zum Götzenbach, der ebenfalls die Lein speist;
- im Westnordwesten fließt der Argenbach zum Kocher ein Stück abwärts des Suhbachs;
- im Nordwesten zwängt sich das kleine Einzugsgebiet des Kocherzuflusses Herrenbach dazwischen;

im Südosten läuft der Streitbach wiederum parallel und etwas aufwärts zum Kocher.
Auf der Hochebene liegen fast ausschließlich Äcker, an den steilen Einhängen im Südwesten, in der kleinen Rodungsinsel um Suhhaus und den Schlauchhof sowie in der Kochertalaue dagegen Wiesen. Auf dem größten Teil des Einzugsgebietes steht jedoch Wald. 
Den kleinsten Anteil, einen Gemarkungkeil von der Hochebene hinunter bis zur Suhbach-Quelle, hat die Gemeinde Eschach, einen etwas größeren die Gemarkung Untergröningen der Gemeinde Abtsgmünd, er umfasst linksseits des Oberlaufs und bis zu diesem herab fast nur Waldgebiet des Gewanns Buchwald. Der mit mehr als der Hälfte größte Teil des Einzugsgebietes und auch alle Siedlungsplätze darin gehören dagegen zur Gemeinde Obergröningen: Ein Zwickel neueren Siedlungsgebietes des Dorfes Obergröningen liegt im Südosteck auf der Hochebene, der Weiler Buchhof am Taltrauf im Südwesten, dazwischen steht der Einzelhof Bräunlesrain wenige Meter unter dem Trauf. Der Wohnplatz Reute liegt wenig unterhalb des Buchhofes nahe der Quelle, der Wohnplatz Suhhaus am Mittellauf beim Beginn der Rodungsinsel um den Einzelhof Schlauchhof, der danach rechtsseits am Hang steht. Den Weiler Algishofen durchquert der Bach am Austritt in die Kocheraue, wenig östlich von diesem steht der Wohnplatz Brand am Hangfuß.

### Zuflüsse und Seen
Liste der Zuflüsse und  Seen von der Quelle zur Mündung. Gewässerlänge, Seefläche, Einzugsgebiet und Höhe nach den entsprechenden Layern auf der Onlinekarte der LUBW. Andere Quellen für die Angaben sind vermerkt.
Ursprung des Suhbachs auf etwa 436 m ü. NHN bei Obergröningen-Reute.
- (Zufluss), von links und Nordwesten auf etwa 418 m ü. NHN am Waldeintritt bei Reute, ca. 0,1 km und unter 0,1 km². Entsteht auf etwa 437 m ü. NHN am Waldaustritt der Erschließungsstraße nach Reute.
- (Zufluss), von rechts und Westsüdwesten auf etwa 409 m ü. NHN an der Laufrichtungswende im Talwald nach Nordosten, unter 0,2 km und ca. 0,1 km². Entsteht auf etwa 436 m ü. NHN am Waldrand gegenüber von Reute.
- Passiert auf etwa 430 m ü. NHN einen nahe am linken Ufer liegenden aufgelassenen Fischteich bei Obergröningen-Reute, 0,1 ha.
- (Waldzufluss), von links und Westnordwesten auf etwa 376 m ü. NHN etwa 0,2 km vor Obergröningen-Suhhaus, bis ca. 0,3 km und ca. 0,1 km². Entsteht auf bis zu 405 m ü. NHN an der Grenze der Waldgewanne Buchwald von Abtsgmünd-Untergröningen und Reute von Obergröningen.
- Durchfließt auf etwa 374 m ü. NHN einen Teich etwa 0,1 km vor Suhhaus, knapp 0,1 ha.
- Speist auf etwa 367 m ü. NHN einen über 200 m langen und schmalen ehemaligen Mühlteich im Wald links am Ufer, 0,2 ha.
- (Bach aus sumpfigem Kerbtälchen), von rechts und Südsüdosten auf etwa 462 m ü. NHN gegenüber dem vorigen, unter 0,2 km und unter 0,1 km². Entspringt auf etwa 485 m ü. NHN am oberen Lichtungsrand der Rodungsbucht um Obergröningen-Schlauchhof.
- Schlauchbach, von rechts und Südosten auf etwa 356 m ü. NHN kurz vor Obergröningen-Algishofen, 0,8 km[LUBW 2] und ca. 0,3 km². Entsteht auf etwa 417 m ü. NHN an der Steige des Waldsträßchens von Obergröningen nach Algishofen.
  - (Anderer Oberlauf), von links und Ostsüdosten auf etwa 470 m ü. NHN nahe dem Schlauchhof, ca. 0,4 km und ca. 0,1 km². Entsteht auf etwa 520 m ü. NHN zuoberst in der Waldklinge, den die Zufahrtsstraße von Algishofen zum Schlauchhof quert.
- Passiert den rechts in der Kochertalaue auf etwa 455 m ü. NHN liegenden Teich bei Obergröningen-Brand, etwas unter 0,1 ha.

Mündung des Suhbachs von links und zuletzt Süden auf etwa 351 m ü. NHN neben der Brücke der Anschlussstraße von der B 19 nach Algishofen in den Triebwerkskanal neben dem Kocher. Der Suhbach ist 2,2 km lang und hat ein 2,4 km² großes Einzugsgebiet.

## Geologie
Die große Naturraumgrenze zwischen dem Östlichen Albvorland und den Schwäbisch-Fränkischen Waldbergen folgt der geologischen Grenze zwischen dem 
Schwarzen Jura auf der Hochebene und dem Mittelkeuper am Tal zum Kocher hinab. Oberste auftretende Schwarzjuraschicht ist der Obtususton an der Westspitze des Einzugsgebietes, doch ist die unter ihm Arietenkalk-Formation großflächiger vertreten als dieser und die noch tieferen Schwarzjura-Schichten.
Unterhalb des Hochebenentraufs liegt ein breites Band aus Knollenmergel (Trossingen-Formation). Im überwiegenden Teil der Talmulde steht aber der Stubensandstein (Löwenstein-Formation) an, in dem der Bach auch entspringt. Etwa ab dem Suhhaus streichen an den Hangfüßen die Oberen Bunten Mergel (Mainhardt-Formation) aus, ganz zuletzt bei Algishofen vor Übertritt des Bachs in die breite Kocheraue auch noch kurz der Kieselsandstein (Hassberge-Formation).  
Auf dem rechten Hochebenensporn liegt etwas quartäres Lösssediment, unter dem Trauf der Hochebene einige mehr oder weniger große abgerutschte Schollen auf dem Knollenmergel und dem Stubensandstein. Den Bach begleitet in seiner Talrinne schon kurz nach der Vereinigung der kurzen Quelläste ein Schwemmlandband. Er mündet durch die Auensande neben dem Kocher.

## Schutzgebiete
Das gesamte Einzugsgebiet gehört zum Naturpark Schwäbisch-Fränkischer Wald. Das Teileinzugsgebiet des Schlauchbachs liegt überwiegend in einem Wasserschutzgebiet.

### LUBW
Amtliche Online-Gewässerkarte mit passendem Ausschnitt und den hier benutzten Layern: Lauf und Einzugsgebiet des Suhbachs

Allgemeiner Einstieg ohne Voreinstellungen und Layer: Daten- und Kartendienst der Landesanstalt für Umwelt Baden-Württemberg (LUBW) (Hinweise)
1. 1 2 3 4 5 6  Höhe nach dem Höhenlinienbild auf dem Hintergrundlayer Topographische Karte.
2. 1 2 3 4  Länge nach dem Layer Gewässernetz (AWGN).
3. 1 2 3  Einzugsgebiet abgemessen auf dem Hintergrundlayer Topographische Karte.
4. ↑  Natur teilweise nach dem Layer Geschützte Biotope.
5. ↑  Länge abgemessen auf dem Hintergrundlayer Topographische Karte.
6. ↑  Seefläche nach dem Layer Stehende Gewässer.
7. ↑  Schutzgebiete nach den einschlägigen Layern.

### Andere Belege
1. ↑  Alter Mühlteich mit Mühlgebäude auf:
  - Meßtischblatt 7025 Untergröningen von 1935  in der Deutschen Fotothek
2. ↑  Hansjörg Dongus: Geographische Landesaufnahme: Die naturräumlichen Einheiten auf Blatt 171 Göppingen. Bundesanstalt für Landeskunde, Bad Godesberg 1961. → Online-Karte (PDF; 4,3 MB)
3. ↑  Geologie nach den Layern zu Geologische Karte 1:50.000 auf: Mapserver des Landesamtes für Geologie, Rohstoffe und Bergbau (LGRB) (Hinweise)